# Granger, Washington
Granger är en ort i Yakima County i delstaten Washington. Orten fick sitt namn efter Walter Granger som bidrog till konstbevattningen av området. Vid 2010 års folkräkning hade Granger 3 246 invånare.